# Александра Корнхаузер Фрейзер
Александра Корнхаузер Фрейзер (словен. Aleksandra Kornhauser Frazer; при народженні - Александра Калеарі; нар. 26  вересня 1926 - пом. 17 травня 2020) — словенська вчена-хімік. Вона була професором хімії на природничо-технічному факультеті та директором Міжнародного центру хімічних досліджень Люблянського університету, Словенія. 

## Біографія
Народилася  в заможній родині з п’ятьма братами та сестрами - її батько володів тим, що згодом перетвориться на компанію Jelovica у Шкоф'я-Лоці. Сім'я втратила своє багатство під час Великої депресії в 1930-х роках, і вона виросла в відносній бідності. У 1940 році під час Другої світової війни, у віці п'ятнадцяти років, вона почала керувати молодіжною організацією для підтримки партизан. Її батько був ув'язнений у концтаборі в Бегуньє, і сім'я була відправлена на примусові роботи, але всі пережили війну. Після короткого навчання в Камніку та Домжале, вона пішла в університет в 1948 році, щоб вивчати хімію .

## Кар'єра
У період між 1954 і 1980 рр. Фрейзер проводила великі дослідження алкалоїдів та антибіотиків для фармацевтичних компаній. Після 1980 року вона поєднала свої хімічні дослідження з читанням лекцій і працювала дослідником у міжнародних організаціях, включаючи ЄС, ПРООН, ЮНЕСКО, МОП та Агентство охорони навколишнього середовища США. У подальшому житті вона була особливо зайнята пропагандою чистих технологій, і в 1999 році вона стала першою жінкою-вченою, яка отримала премію Honda у Токіо за розвиток знань у цій галузі. 
У 1960-1970-х роках вона активно займалася політикою, а також займала посаду віце-президента Виконавчої ради Словенії (за часів Стане Кавчича ), де відповідала за охорону здоров'я, культуру, науку та освіту секторів. Після трьох років перебування на цій посаді вона повернулася до наукових кіл .
За межами рідної Словенії вона працювала з університетами Швейцарії, Великої Британії та США, а в країні проводила понад 60 міжнародних семінарів та лекцій. Фрейзер був членом Ради Організації Об'єднаних Націй, Всесвітньої академії мистецтв і науки та Academia Europaea в Лондоні (з 1988 р.) , а також отримала медаль Лорана Лавуазьє Фармацевтичної академії та премію Роберта Брастеда Американського хімічного товариства тощо. 
Професійно діяла до 90 років, коли закінчила термін на посаді декана Міжнародної аспірантури Йожефа Стефана.  У 1997 році вона отримала премію Зойса за досягнення, найвищу нагороду в науковій галузі в Словенії. Також вона була почесним громадянином Любляни.

## Особисте життя
Фрейзер була одружена двічі. Її першим чоловіком був Павло Корнхаузер, словенський лікар. Її другим чоловіком був британський хімік Малкольм Фрейзер, професор хімічної освіти в Університеті Східної Англії, а згодом виконавчий директор Ради з національних академічних нагород. Вона зберегла обидва прізвища своїх чоловіків.  Вона померла у травні 2020 року у віці 93 років .